# Guerrilla
Guerrilla – brytyjski miniserial (dramat) wyprodukowany przez ABC Signature Studios, Green Door Pictures, Endemol Shine International, Fifty Fathoms Productions oraz Stearns Castle. Był emitowany od 13 kwietnia 2017 roku przez Showtime oraz Sky Atlantic.

W Polsce serial był emitowany od 17 maja 2017 roku przez HBO 3.

## Fabuła
Akcja serialu rozgrywa się latach 70. XX w. w Londynie, gdzie grupa ludzi walczy przeciwko niesprawiedliwości i uprzedzeniom rasowym.

## Obsada
- Idris Elba jako Kentoro 'Kent' Abbasi[3]
- Freida Pinto jako Jas Mitra[4]
- Babou Ceesay jako Marcus Hill[5]
- Rory Kinnear jako Pence[5]
- Patrick Gibson jako Connor
- Zawe Ashton jako Omega
- Daniel Mays jako Cullen[5]
- Bella Dayne jako Eliette[6]
- Wunmi Mosaku jako Kenya
- Nathaniel Martello-White jako Dhari Bishop
- Denise Gough jako Fallon
- Brandon Scott jako Leroy
- Nicholas Pinnock jako Julian

## Odcinki
| Sezon | Sezon | Odcinki | Oryginalna emisja | Oryginalna emisja | Oryginalna emisja | Oryginalna emisja | Oryginalna emisja |
| Sezon | Sezon | Odcinki | Premiera sezonu   | Finał sezonu      | Premiera sezonu   | Finał sezonu      |                   |
| ----- | ----- | ------- | ----------------- | ----------------- | ----------------- | ----------------- | ----------------- |
|       | 1     | 6       | 13 kwietnia 2017  | 18 maja 2017      | 17 maja 2017      | 21 czerwca 2017   |                   |

## Produkcja
21 kwietnia 2016 roku stacja Showtime oraz Sky Atlantic zamówiły limtowaną serię "Guerrilla", w której główna rolę miała zagrać Idris Elba
29 czerwca 2016 roku Freida Pinto dołączyła do dramatu.
2 sierpnia 2016 roku ogłoszono, że Daniel Mays, Babou Ceesay oraz Rory Kinnear wystąpią  w "Guerrilli".
W kolejnym miesiącu Bella Dayn dołączyła do dramatu.